# 沈起津
沈起津（？—？），字生鹤，福建漳州府詔安縣三都人。

## 生平
万历二年进士、九江府知府沈鈇第四子。万历四十六年（1618年）戊午科福建乡试举人，天啓五年（1625年）乙丑科進士，历任无为州知州、广平府推官、湖广襄阳府推官，并以经术匡济称。终直隶池州府推官。林居寄情声律，析义搜奇，不屑屑追逐前辈。字画入神品，崇祯十年丁丑聘修县志有功传信，名流宝其寸珍尺璧，犹先民典型也。